# Бои за Хан-Юнис
Бои за Хан-Юнис — бои в городе Хан-Юнис и окрестностях, которые начались 1 декабря 2023 года в разгар израильского вторжения в сектор Газа. После подавления вооружённого сопротивления со стороны ХАМАС Израиль вывел войска из города 7 апреля 2024 года. Второй ввод израильских войск в Хан-Юнис проводился с 22 по 30 июня 2024 года, а третий — с 8 августа и продолжается в настоящее время.

## Предпосылки
7 октября 2023 года палестинские и исламистские группировки сектора Газа (включая ХАМАС) провели вторжение в Израиль, смогли захватить ряд населенных пунктов и объектов на Израиля и устроили массовую резню во множество кибуцев. Было убито более 1200 израильтян, более 260 были захвачены в заложники, большинство из жертв — гражданские лица. Израильская армия в течение суток выбила боевиков с территории Израиля. Первые авиаудары по Хан-Юнис были совершены уже 8 октября. В результате атаки погибли по меньшей мере 370 человек и была разрушена мечеть. 27 октября Израиль начал ответную операцию «Железные мечи». 14 ноября армия израиля вновь нанесла авиаудары по вышкам сотовой связи и мечети в городе Хан-Юнис.

## Хронология и жертвы

### Первое вторжение в Хан-Юнис
1 декабря 2023 года
2023 года Армия обороны Израиля начала массированный воздушный налет на город Хан-Юнис, в ходе которого истребители ВВС Израиля нанесли удары по более чем 50 целям в этом районе. Эти воздушные налеты и артиллерийские удары продолжались в течение следующих нескольких дней в больших количествах.
3 декабря
Израильские силы объявили о расширении наземного вторжения на юг Газы с использованием наземных и бронетанковых сил. В тот же день ХАМАС объявил, что он обстрелял израильские войска и бронетехнику миномётными снарядами и гранатометами «Ясин».
5 декабря
Израильские силы заявили, что их войска достигли центра Хан-Юниса. Они заявили, что это был самый напряженный день боев с начала наземных операций с точки зрения убитых боевиков ХАМАС, количества боев и применения огня с земли и воздуха.
Палестинский исламский джихад опубликовал видео, на котором видно, как боевики противостоят израильским силам, проникающим к востоку от города. Также ХАМАС объявил, что они подсчитали полное или частичное уничтожение 24 военных машин в Хан-Юнисе. Они также заявили, что уничтожили 8 израильских военнослужащих с помощью снайперских атак и что они успешно разрушили здание, в котором размещались израильские войска, с помощью бочковой бомбы и взрывчатки ТБГ, что привело к полному обрушению здания.
10 декабря
ЦАХАЛ объявил, что 6 солдат ЦАХАЛа были убиты во время боевых действий в Хан-Юнисе.
18 декабря
18 декабря ЦАХАЛ объявил, что отряды Дувдеван и отряд Окец разрушили несколько туннелей и завод по производству дронов во время наступления на Хан-Юнис, при этом семь солдат ЦАХАЛа были убиты. Уничтожение ракетных установок, нацеленных на Израиль, ухудшило возможности ХАМАС наносить ракетные удары по Израилю. Сообщалось, что ХАМАС перебрасывал силы со всего сектора Газа для усиления бригады Хан-Юнис, на уничтожение которой, по оценкам ЦАХАЛа, потребуются месяцы.
19 декабря
Бригады аль-Кассама объявили, что они взорвали дом, оборудованный фальсифицированными устройствами, когда израильские войска вошли в здание, а также сообщили об отдельном инциденте, когда они заперли израильские силы в доме и взорвали противопехотные заряды и термобарические снаряды. Бригады аль-Кассама заявили, что в результате обеих атак были убиты и ранены израильские военнослужащие, но не было никаких доказательств, подтверждающих их утверждения. Силы ЦАХАЛа были усилены дополнительной бригадой и инженерными силами.
23 декабря
Бригады аль-Кассама заявили, что они заманили пятерых израильских инженеров ССО в туннель, оснащенный взрывчаткой, на востоке Хан-Юниса, и что они убили всех пятерых инженеров.
4 января 2024 года
2024 года ЦАХАЛ заявил, что значительно ухудшил командование и управление северным и восточным батальонами бригады Хана Юниса ХАМАС, разрушив туннельные системы, инфраструктуру и убив командиров рот. 4-я бригада ЦАХАЛа атаковала южный фланг бригады Хан-Юниса ХАМАС, когда ЦАХАЛ окружил город. В свою очередь, военно-морские силы специальных операций ХАМАС усилили атаки палестинских боевиков в Хан-Юнисе через системы туннелей, в то время как Бригады мучеников Аль-Аксы, Бригады национального сопротивления и Бригады Аль-Кудс сражались с ЦАХАЛом в различных районах города.
12 января
ЦАХАЛ объявил, что в результате авиаударов 98-й дивизии ЦАХАЛа были убиты командир сил ХАМАС Нухба и шесть других бойцов ХАМАС, командир которого участвовал в нападениях на Израиль 7 октября. ЦАХАЛ также уничтожил тайники с оружием, обнаруженные в этом районе. Бригады Аль-Кудс атаковали израильский бульдозер в городе Хан-Юнис, одновременно обстреливая из миномётов израильские силы в центре Хан-Юниса вместе с бригадами мучеников Аль-Аксы.
21 января 
Израильские силы обнаружили подземный туннель в гражданском районе Хан-Юниса, в котором находились пять тюремных камер, в которых, как полагают, ХАМАС держал заложников. ЦАХАЛ опубликовал детские рисунки в качестве доказательства того, что там содержались заложники
24 января
Двадцать один израильский солдат погиб в результате взрыва и последующего обрушения здания в Хан-Юнисе в секторе Газа, что сделало этот день самым смертоносным для Армии обороны Израиля с начала наземного вторжения.
1 февраля
Министр обороны Йоав Галлант посетил Хан-Юнис и объявил, что все батальоны ХАМАС в Хан-Юнисе расформированы, но ЦАХАЛ ещё не взял на себя оперативный контроль над этим районом.
15 февраля
ЦАХАЛ совершил налет на больницу Насер, утверждая, что ХАМАС удерживает в этом учреждении израильских заложников и, возможно, там находятся тела некоторых мертвых заложников. ЦАХАЛ арестовал десятки людей, которых они предположительно были боевиками.
18 февраля
ЦАХАЛ сообщил, что бригада Хан-Юниса ХАМАС больше не существует как военное образование, но другие ополченцы, связанные с ХАМАСом, продолжают нападения на ЦАХАЛ.
19 февраля
ЦАХАЛ сообщил, что операция по зачистке западного Хан-Юниса завершается: израильские силы наносят авиаудары по уничтожению подразделений ХАМАС, пытающихся продвинуться к Хан-Юнису. Демократический фронт освобождения Палестины заявил о нападениях с применением СВУ и РПГ на израильские силы возле больницы Насер. ХАМАС сообщил, что его боевики вернулись из районов боевых действий в западном Хан-Юнисе после того, как напали на 15 израильских солдат.
6 апреля
Четверо израильских солдат были убиты в засаде в Хан-Юнисе. Два дня спустя военные СМИ бригад Кассама опубликовали операцию, которую они назвали «Засада праведников», изображающую сложную и тщательно спланированную атаку в несколько этапов. Засада оказала серьезное влияние на израильскую армию, продемонстрировав, что ХАМАС все еще способен наносить сокрушительные удары, несмотря на технологическое и численное превосходство, а также опровергнув утверждение Израиля о том, что сил ХАМАС в этой местности больше нет.
7 апреля
Все израильские войска были выведены из Хан-Юниса. В заявлении, сделанном в тот же день, министр обороны Йоав Галлант заявил, что силы ХАМАС прекратили свое существование как военная сила в Хан-Юнисе, и заявил, что вывод войск был подготовкой к запланированному наступлению на Рафах. По данным Института изучения войны со ссылкой на неуказанные источники в ЦАХАЛ, ЦАХАЛ надеялся, что вывод войск позволит перемещенным палестинцам из Рафаха мигрировать в районы Хан-Юниса и центральной части сектора Газа, что облегчит израильскую операцию по зачистке Рафаха.

### Второе вторжение
22 июня 2024 года ЦАХАЛ отдал приказ об эвакуации мирных палестинцев. Израиль сократил гуманитарную зону, где нашли убежище 1,7 миллиона палестинцев, и скорректировал её границы, сократив её с 65 км² до 48 км². В тот же день в Хан-Юнис были введены израильские танки при поддержке с воздуха. Во время нападения на Бани-Сухайлу погибли 73 палестинца и более 270 получили ранения.
24 июля Армия обороны Израиля подтвердила, что обнаружила тела 5 израильтян: 2 гражданских лиц и 3 солдат. Они пропали после вторжения ХАМАС 7 октября 2023 года.
30 июля ЦАХАЛ вывел войска из Хан-Юниса, и палестинцы начали возвращаться в свои дома в этом районе.

### Третье вторжение
Накануне битвы, 8 августа, жители сообщили, что израильские силы начали распространять листовки с самолётов с призывом эвакуироваться из Хан-Юниса в дополнение к городам в восточном регионе мухафазы Хан-Юнис, включая Аль-Карару, Ас-Салку и Бани Сухейлу. Несколько тысяч палестинцев были вынуждены эвакуироваться из Хан-Юниса. Большинству эвакуированных пришлось выходить из города пешком из-за нехватки бензина в регионе.
Третья битва при Хан-Юнисе началась 9 августа 2024 года серией авиаударов израильских ВВС, в результате которых, по данным городской больницы Насера, погиб по меньшей мере двадцать один палестинец. Один авиаудар был нанесен по резиденции семьи Абу Моамар и убил палестинского тележурналиста, а также его жену и трех их дочерей.
Ещё один авиаудар попал по нескольким палаткам в прибрежном лагере беженцев аль-Маваси, где размещались беженцы, в результате чего погиб журналист телеканала Аль-Акса и ещё пять человек. Третий удар пришёлся по машине в городе.
Силы обороны Израиля сообщили, что они нанесли авиаудары по тридцати целям в Хан-Юнисе, связанным с операциями ХАМАС, включая войска ХАМАС и склады оружия. 98-я дивизия десантников вошла в Хан-Юнис и начала наземные военные операции против боевиков ХАМАС.
30 августа Израиль объявил о своем уходе из Хан-Юниса, заявив, что они «завершили свою дивизионную операцию» в этом районе, убив более 250 боевиков и уничтожив множество объектов боевиков.